# Dusares

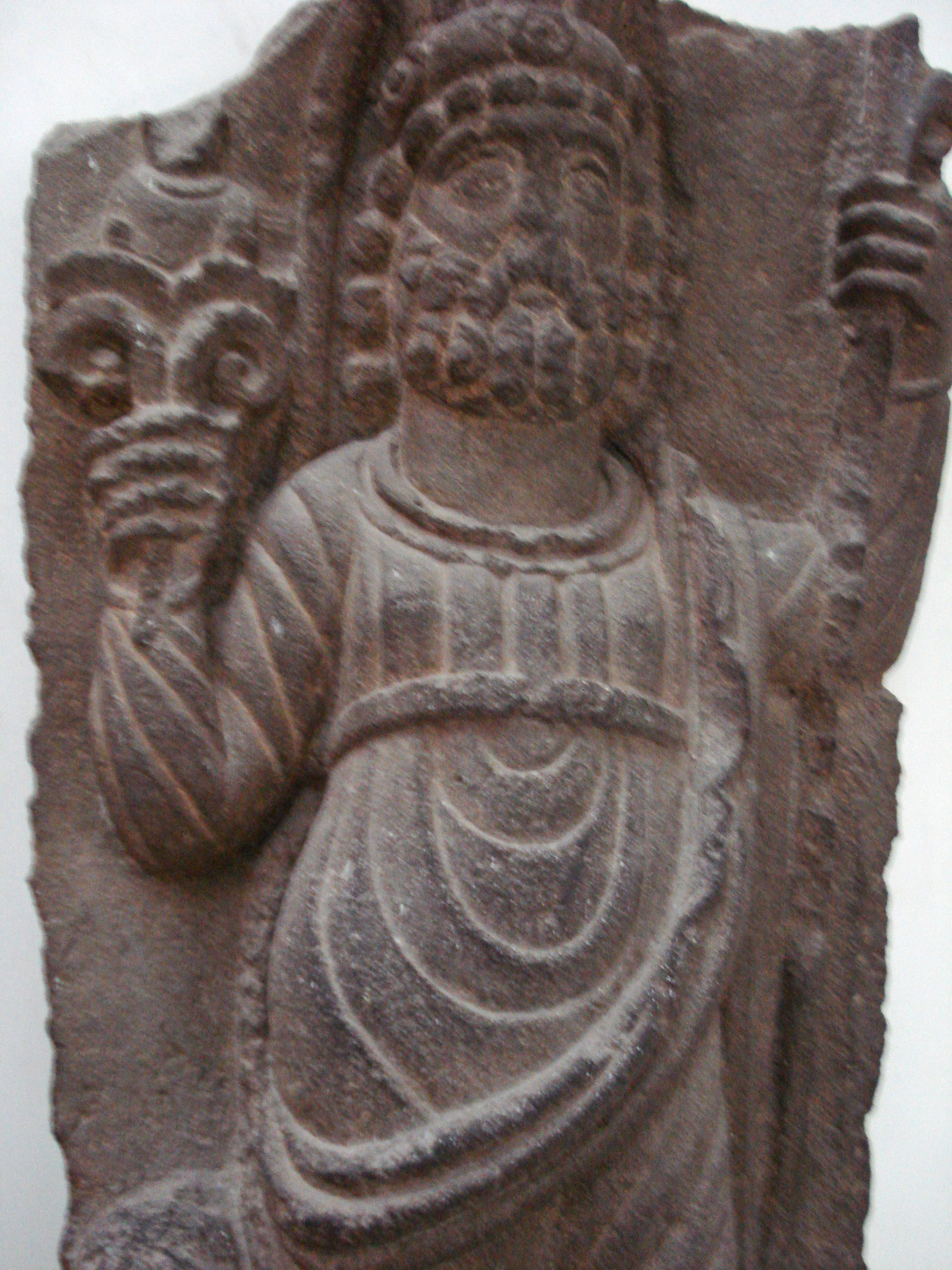
Dusares.

Dusares var en gud i det forntida Arabien. Han var nabatéerns skyddsgud och hade sin boning i huvudstaden Petra i en 3,3 m hög och 0,6 m bred sten över vilken det hade byggts ett tempel. Årligen den 25 december firades hans födelsedag med en procession.